# Liste der Stolpersteine in der Region Auvergne-Rhône-Alpes
Die Liste der Stolpersteine in der Region Auvergne-Rhône-Alpes enthält die Stolpersteine in der französischen Region Auvergne-Rhône-Alpes. Sie erinnern an das Schicksal der Menschen, die während der deutschen Besetzung Frankreichs im Zweiten Weltkrieg ermordet, deportiert, vertrieben oder in den Suizid getrieben wurden. Die Stolpersteine wurden von Gunter Demnig verlegt. Sie liegen im Regelfall vor dem letzten selbst gewählten Wohnsitz des Opfers, in dieser Region jedoch vor der Schule, die von den vier Jungen besucht wurde. Es handelte sich um 4 der 44 Kinder von Izieu, die im April 1944 von der Gestapo unter Leitung von Klaus Barbie gefangen genommen und nach Auschwitz deportiert wurden. Sie sind alle, ebenso wie sechs ihrer Erzieher, vom NS-Regime ermordet worden.
Die ersten Verlegungen in dieser Region erfolgten in der Gemeinde Belley am 29. Mai 2017. Die Stolpersteine werden im französischen Sprachbereich zumeist pavés de mémoire genannt, die wörtliche Übersetzung wäre „pierres sur lesquelles on trébuche“.

## Kinder von Izieu
Ab Juni 1943 besuchten vier Jugendliche der Kolonie die weiterführende Schule in Belley. Der Schulleiter Gaston Lavoille hieß sie willkommen und kümmerte sich um ihre Eingliederung in die Klasse. Parallel dazu wurde auch eine Schulklasse in Izieu etabliert, geleitet ab 18. Oktober 1943 von der damals 21-jährigen Gabrielle Perrier, später verheiratete Tardy.

## Listen der verlegten Stolpersteine
Die Tabellen sind teilweise sortierbar; die Grundsortierung erfolgt alphabetisch nach dem Familiennamen.

### Belley
In Belley wurden vier Stolpersteine verlegt.
| Stolperstein | Übersetzung | Verlegort                                               | Name, Leben |
| ------------ | --- | ------------------------------------------------------- | --- |
|              | HIER LERNTE MAX-MARCEL BALSAM GEBOREN 1931 VERHAFTET 6.4.1944 GEFANGEN GEHALTEN IN MONTLUC, DRANCY DEPORTIERT 1944 AUSCHWITZ ERMORDET        | Rue du Promenoir · (Hintereingang des Lycée du Bugey) · | Max-Marcel Balsam wurde am 15. Mai 1931 in Paris geboren. Seine Eltern waren Salomon Balsam (geboren am 7. Dezember 1893 in Warschau) und Selma, geborene Halberg. Seine Großeltern väterlicherseits waren Moric Balsam und Machla, geborene Aronfeld. Seine Großmutter mütterlicherseits war Tauba Halberg (geboren 1873 in Butschatsch). Er hatte drei Geschwister: Hélène (geboren am 16. Januar 1921), Berthe (geboren 1925) und Jean-Paul (geboren am 6. Juni 1933). Sein Vater wurde aufgrund seiner jüdischen Herkunft verhaftet, am 27. März 1942 mit dem Transport 1 in das KZ Auschwitz-Birkenau deportiert und dort am 24. April 1942 ermordet. Selma und Berthe Balsam gingen nach Villeurbanne, wo sie in der Rue Henri Rolland wohnten. Großmutter Tauba und die drei anderen Kinder, darunter auch Max-Marcel, gerieten im Februar 1943 in eine Razzia, wurden verhaftet und in das Sammellager Drancy verschleppt. Die Kinder wurden freigelassen. Die Großmutter wurde am 2. März 1943 mit dem Transport 49 nach Auschwitz deportiert. Die Kinder kamen in ein Kinderheim in der Rue Vauquelin, welches von der Union Générale des Israélites de France (UGIF) betrieben wurde. Sie wollten zu ihrer Mutter nach Villeurbanne. Die beiden Jungen wurden jedoch in die Obhut des Ehepaares Sabine und Miron Zlatin gegeben, die in Izieu ein Kinderheim führten. Jean-Paul wurde dort untergebracht, Max-Marcel kam in eine katholische Schule in Belley, wo er auch wohnte. Die Osterferien verbrachte er in Izieu, da das Internat während der Ferien geschlossen war. Max-Marcel Balsam wurde gemeinsam mit seinem Bruder Jean-Paul Balsam und 42 weiteren Kindern und Jugendlichen am 6. April 1944 in Izieu verhaftet, nach Auschwitz deportiert und ermordet. Drei Tage später kamen Hélène und Berthe Balsam in Izieu an um die Brüder zu besuchen. Erst an Ort und Stelle erfuhren sie von den Verhaftungen. |
|              | HIER LERNTE MAJER-MARCEL BULKA GEBOREN 1929 POLEN VERHAFTET 6.4.1944 GEFANGEN GEHALTEN IN MONTLUC, DRANCY DEPORTIERT 1944 AUSCHWITZ ERMORDET | Rue du Promenoir · (Hintereingang des Lycée du Bugey) · | Majer-Marcel Bulka, auch Marcel-Majer Bulka, wurde am 29. September 1930 im polnischen Kalisz geboren. Seine Eltern waren Mosiek-Cham Bulka, genannt Moshe, und Raizel, geborene Moskowitz, auch Roizel (geboren am 4. August 1904 in Kalisz). Seine Großeltern mütterlicherseits waren Benjamin und Tziporah, geborene Neiman. Er hatte einen jüngeren Bruder, Albert, geboren am 28. Juni 1939 in Ougrée, Belgien, der Coco genannt wurde. Es ist nicht bekannt, wann die Familie von Polen nach Belgien übersiedelte. Nach dem Überfall auf die Niederlande, Belgien und Luxemburg und der Eroberung Frankreichs durch das NS-Regime wurde die ganze Familie verhaftet und im Camp de Rivesaltes im Süden Frankreichs interniert. Die Söhne konnten das Lager verlassen und fanden Unterschlupf in einem OSE-Projekt in Palavas-les-Flots, geleitet vom Ehepaar Sabine und Miron Zlatin. Die Mutter der beiden Kinder wurde in das Sammellager Drancy überstellt und am 11. September 1942 mit dem Transport 31 in das Konzentrationslager Auschwitz deportiert, wo sie ermordet wurde. Ebenfalls im Jahr 1942 wurden die Großeltern mütterlicherseits, die in Polen geblieben waren, in das Vernichtungslager Treblinka deportiert und dort vergast. Der Vater der Kinder wurde am 26. Februar 1943 in das Camp de Gurs interniert und von dort am 2. März 1943 nach Drancy überstellt. Er wurde zwei Tage später mit dem Transport 50 nach Majdanek deportiert und ebenfalls ermordet. Zu einem nicht bekannten Zeitpunkt übersiedelten die beiden Brüder in das Maison d’Izieu, ebenfalls geführt vom Ehepaar Zlatin. Die neue Unterkunft galt als sicherer und war nahe an der Schweizer Grenze gelegen. Majer-Marcel Bulka wurde in die weiterführende Schule von Belley aufgenommen, wo er im Internat wohnte. Das Internat war während der Ferien geschlossen, auf Grund dessen verbrachte er diese Zeit ebenfalls im Kinderheim in Izieu. Während der Osterferien, am Morgen des 6. April 1944, wurde Majer-Marcel Bulka gemeinsam mit seinem Bruder Albert Bulka und 42 weiteren Kinder dort verhaftet, nach Auschwitz deportiert und ermordet. Im United States Holocaust Memorial Museum findet sich eine Fotografie der beiden Brüder mit deren Freund Alec Bergman, der die Shoah überleben konnte. Für alle drei Kinder wurden Stolpersteine in Lüttich verlegt, für Alec Bergman in der Rue Grétry 229, für Albert und Majer-Marcel Bulka in der Rue des Champs, 24. |
|              | HIER LERNTE MAURICE GERENSTEIN GEBOREN 1931 VERHAFTET 6.4.1944 GEFANGEN GEHALTEN IN MONTLUC, DRANCY DEPORTIERT 1944 AUSCHWITZ ERMORDET       | Rue du Promenoir · (Hintereingang des Lycée du Bugey) · | Maurice Gerenstein wurde am 3. Januar 1931 in Paris geboren. Seine Eltern waren der Musiker Chapse Alexandre Gerenstein (geboren am 23. August 1901 in Odessa) und Chendlia, geborene Entine, auch Chendla (geboren am 23. Januar 1903 ebenfalls in Odessa). Er hatte eine jüngere Schwester, Liliane (geboren am 13. Januar 1933) in Nizza. Die Familie lebte in Évian-les-Bains. Maurice Gerenstein war musikalisch, spielte Klavier und komponierte bereits als Kind. Seine Eltern wurden verhaftet und am 20. November 1943 mit dem Transport 62 aus dem Sammellager Drancy in das Konzentrationslager Auschwitz deportiert. Die Mutter wurde noch im selben Jahr ermordet. Die beiden Kinder konnten vorerst in Sicherheit gebracht werden. Sie lebten ab November 1943 in der Obhut des Ehepaares Sabine und Miron Zlatin, die in Izieu ein Kinderheim leiteten. Liliane wurde dort untergebracht, Maurice kam in eine katholische Schule in Belley, in deren Internat er auch wohnte. Da das Internat während der Ferien geschlossen war, verbrachte er diese Zeit in Izieu. Maurice Gerenstein wurden gemeinsam mit seiner Schwester Liliane Gerenstein und 42 weiteren Kindern am 6. April 1944 in Izieu verhaftet, nach Auschwitz deportiert und ermordet. Sein Vater, der im Auschwitzer Orchester Trompete spielte, konnte überleben und emigrierte nach der Befreiung in die USA. Er nannte sich dort Alexander Gerens und war als Komponist und Dirigent in Hollywood tätig. In den Jahren 1974 und 1977 meldete er die Morde an seiner Frau und seinen Kindern an Yad Vashem. Er starb im Januar 1979 in Los Angeles. |
|              | HIER LERNTE HENRI-CHAIM GOLDBERG GEBOREN 1930 VERHAFTET 6.4.1944 GEFANGEN GEHALTEN IN MONTLUC, DRANCY DEPORTIERT 1944 AUSCHWITZ ERMORDET     | Rue du Promenoir · (Hintereingang des Lycée du Bugey) · | Henri-Chaïm Goldberg wurde am 30. Dezember 1930 in Paris geboren. Seine Eltern waren Amyl und Gita Goldberg. Er hatte einen jüngeren Bruder, Joseph, geboren am 1. März 1932 in Paris. Die beiden Kinder kamen 1943 in die Maison d’Izieu, geleitet vom Ehepaar Sabine und Miron Zlatin. Joseph wurde dort untergebracht, Henri-Chaïm kam in die weiterführende Schule von Belley, die auch über ein Internat verfügte. Der dortige Direktor äußerte sich lobend über „den kleinen Pariser“, dessen Begeisterungsfähigkeit, auch für das Landleben, seine Spontanität und Hilfsbereitschaft. Die Ferien verbrachte er bei seinem Bruder in Izieu, der das Landleben und Filmszenen zeichnete und in Briefen an seine Mutter von seinen Fortschritten berichtete. Am 6. April 1944 marschierte die Gestapo in Izieu ein und verhaftete 44 Kindern, darunter auch die Brüder Goldberg. Henri-Chaim Goldberg und sein Bruder wurden mit dem Transport 71 nach Auschwitz deportiert und am 18. April 1944 in einer Gaskammer ermordet. Das Schicksal der Eltern ist nicht bekannt. |

### Lyon
In Lyon wurde ein Stolperstein verlegt.
| Stolperstein | Übersetzung                                                                                    | Verlegort                 | Name, Leben            |
| ------------ | ---------------------------------------------------------------------------------------------- | ------------------------- | ---------------------- |
|              | HIER WOHNTE ANDRÉ WEIL GEBOREN 1904 VERHAFTET 18.7.1944 DEPORTIERT AUSCHWITZ ERMORDET 5.8.1944 | 185, cours Lafayette Lyon | André Weil (1904–1944) |

### Riom
In Riom wurde ein Stolperstein verlegt.
| Stolperstein | Übersetzung | Verlegort                | Name, Leben                |
| ------------ | --- | ------------------------ | -------------------------- |
|              | HIER WOHNTE MAURICE BERGER GEBOREN 1901 VERHAFTET 8.12.1944 INTERNIERT COMPIEGNE, ROYALLIEU DEPORTIERT AUSCHWITZ, BUCHENWALD FLOSSENBÜRG ERMORDET 27.4.1945 KŘEPENITZ | 7, rue Antoine Caux Riom | Maurice Berger (1901–1945) |

### Saint-Vincent-de-Reins
In Saint-Vincent-de-Reins wurden drei Stolpersteine verlegt.
| Stolperstein | Übersetzung | Verlegort                                    | Name, Leben            |
| ------------ | --- | -------------------------------------------- | ---------------------- |
|              | HIER WOHNTE ELIO TOSSATI GEBOREN 1925 VERHAFTET 5.4.1944 WIDERSTANDSKÄMPFER DEPORTIERT NEUENGAMME FALLERSLEBEN WÖBBELIN BEFREIT   | 2, rue Centrale Ville Saint-Vincent-de-Reins | Elio Tossati (1925–)   |
|              | HIER WOHNTE JOSEPH TOSSATI GEBOREN 1898 VERHAFTET 5.4.1944 WIDERSTANDSKÄMPFER DEPORTIERT NEUENGAMME FALLERSLEBEN WÖBBELIN BEFREIT | 2, rue Centrale Ville Saint-Vincent-de-Reins | Joseph Tossati (1898–) |
|              | HIER WOHNTE LOUIS TOSSATI GEBOREN 1920 VERHAFTET 10.4.1944 WIDERSTANDSKÄMPFER DEPORTIERT DACHAU FLOSSENBÜRG HERSBRUCK BEFREIT     | 2, rue Centrale Ville Saint-Vincent-de-Reins | Louis Tossati (1920–)  |

## Verlegedaten
- 29. Mai 2017: Belley

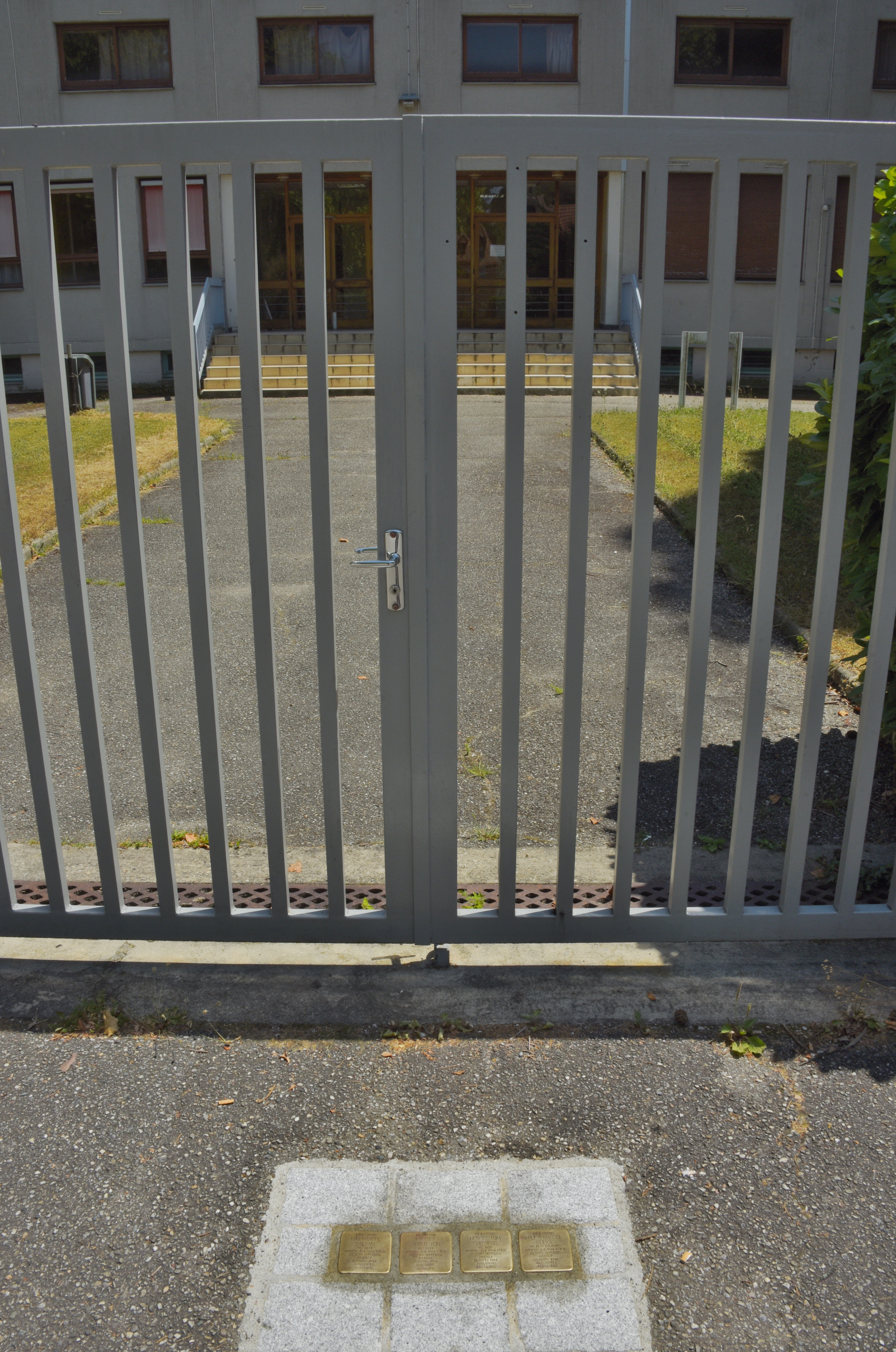
Stolpersteine in Belley

- 5. April 2025: Saint-Vincent-de-Reins
- 24. April 2025: Riom
- 6. Mai 2025: Lyon

Die Verlegung in Belley wurde von der Association pour la Mémoire de la Shoah (ASM) mit Sitz in Brüssel initiiert. Das Projekt „Mémoires Tissées“ wurde am Lycée du Bugey realisiert, angeleitet von den Lehrerinnen Isabelle Journo und Mélanie Martinod. Durch das Projekt sollten die Sensibilität und das Geschichtsbewusstsein der Schüler gefördert werden. Bei der Verlegung anwesend waren der Bürgermeister Pierre Berthet, der deutsche Generalkonsul Klaus H.D. Ranner, der Direktor des Mémorial d’Izieu, Dominique Vidaud, sowie Repräsentanten der AMS und der Direktor des Lycée du Bugey, Gilles Flament.